# Nordstrand
Nordstrand (nella variante locale del frisone: Noordströön) è una delle isole Frisone Settentrionali sulla costa tedesca del Mare del Nord. L'isola fa parte del distretto della Frisia Settentrionale nel Bundesland (stato federale) dello Schleswig-Holstein. Copre un'area di 46,60 km² e conta una popolazione di circa 2 200 persone.
Tra 1906 e 1907 Nordstrand fu collegata alla terraferma mediante una diga a fior d'acqua di circa 2,6 chilometri di lunghezza a scopo di protezione del litorale. Il passaggio era pedonabile in condizioni di bassa marea.  
Nel 1933 iniziarono i lavori di ampliamento della diga di Nordstrand che venne rinforzata realizzando una strada lunga circa 4,3 chilometri, compresi gli innesti, collegando stabilmente la spiaggia nord con il continente a partire dal 1936.

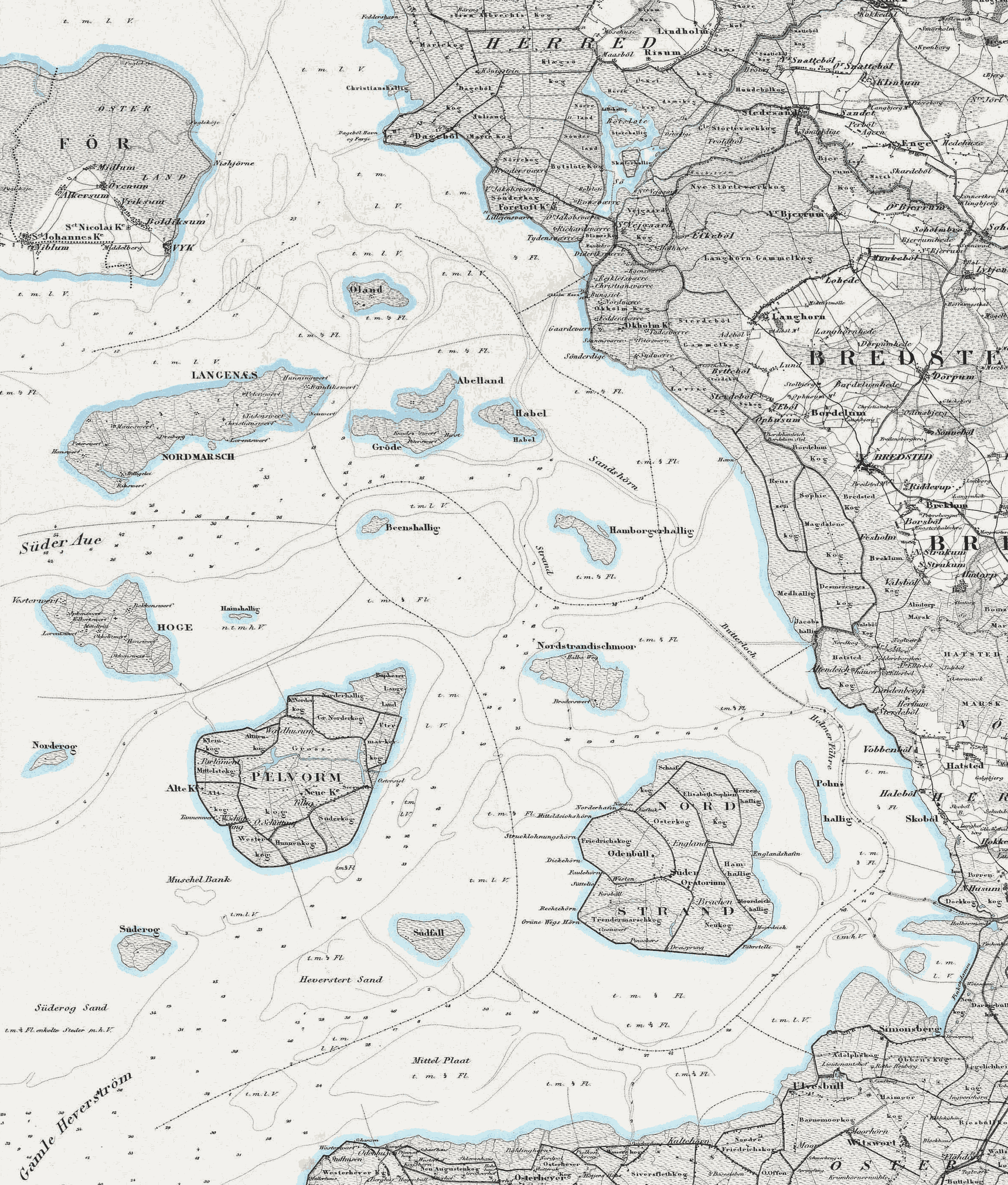
Carta del 1858 che mostra l'isola ancora non unita alla terraferma mediante istmo artificiale.